# Henning Schmitz
Henning Schmitz, né le 26 décembre 1953, est un musicien allemand, membre du groupe Kraftwerk depuis 1991.
Il est le successeur de Karl Bartos, ancien membre du groupe.

## Discographie
- 2016 : Global Mind Prints - Magnetic Records